# Хосефина Фернанда де Бурбон
Хосефина Фернанда де Бурбон (исп. Josefina Fernanda Luisa Guadalupe de Borbón y Borbón; 25 мая 1827, Аранхуэс, Мадрид — 10 июня 1910, Нёйи-сюр-Сен) — испанская инфанта, дочь Франсиско де Паула, родного брата короля Фердинанда VII, и Луизы Карлоты Бурбон-Сицилийской. Её отец приходился родным дядей её матери.

## Биография
Со стороны отца она была внучкой королю Карлу IV и его жене Марии-Луизе Пармской, а со стороны матери дедушкой и бабушкой инфанты были король Обеих Сицилий Франциск I и его вторая жена Мария Изабелла Испанская.
Поскольку её родители были близкими родственниками, то она, как и её братья и сестры, приходилась королю Карлу IV и его жене Марии-Луизе Пармской одновременно внучкой и правнучкой.
4 июня 1848 года, в тайне от родственников, инфанта вышла замуж за простолюдина Хосе Гаэля-и-Ренте (José Güell y Rente; 1818—1884). Её супруг родился в Гаване и был сыном эмигранта-каталонца и кубинки. Он изучал право в Барселоне и со временем стал вести активную литературную и политическую деятельность. Брак инфанты вызвал гнев царственной кузины и Хосефина Фернанда была лишена титула Её Королевское Высочества, а также выслана с мужем из столицы.
Отлученная от двора, Хосефина Фернанда провела четыре года во Франции, где поддерживала отношения с Бальдомеро Эспартеро и генералом Леопольдо О’Доннелом. В 1854 году, в ходе революции, вернулась в Испанию и поселилась в городе Вальядолид.
В июле 1856 года генерал О’Доннел совершил новый государственный переворот, в ходе которого супруг Хосефины Фернанды был пленен и приговорен к смертной казни за вооруженное сопротивление армии. Смерти ему удалось избежать благодаря амнистии, подписанной мятежным генералом.
После этого Хосе Гаэль-и-Ренте уехал во Францию и продолжил там свою литературную деятельность. Был избран сенатором в Генеральные кортесы Испании от Гаванского университета, где был одним из политиков, выступавших против рабства. Умер 20 декабря 1884 года в Мадриде.
Король Альфонс XII вернул своим троюродным братьям — сыновьям Хосефины Фернанды — право на использование фамилии де Бурбон, но без права считаться членами королевского дома.

## Дети
У Хосефины Фернанды было трое детей:
- Раймундо Гаэль-и-де-Бурбон, маркиз де Балькарлос (1849—1907), женат на Антонии Лауре Альберти-и-Каро, от которой имел двоих детей;
- Фернандо Гаэль-и-де-Бурбон, маркиз де Гаэль (1851—1936), женат на своей кузине Марии Хосефе Алонсо-и-Гоэль;
- Франсиско Мануэль Гаэль-и-де-Бурбон (1857—1888).